# Metaplatyntis synclepta
Metaplatyntis synclepta är en fjärilsart som beskrevs av Edward Meyrick 1938. Metaplatyntis synclepta ingår i släktet Metaplatyntis och familjen stävmalar. Inga underarter finns listade i Catalogue of Life.